# Murielle Lepvraud
Murielle Lepvraud, née le 15 juillet 1974 à Loudéac, est une femme politique française.
Membre de La France insoumise, elle est élue députée dans la quatrième circonscription des Côtes-d'Armor lors des élections législatives de 2022.

## Biographie
Murielle Lepvraud nait le 15 juillet 1974 d'un père enseignant et d'une mère médecin,.
Libraire de formation, elle travaille en librairie et en médiathèque, avant de se lancer dans l’accompagnement d’élèves en situation de handicap (AESH). Elle est ensuite secrétaire dans un cabinet d'avocat à Guingamp. Elle habite à Pléhédel, près de Paimpol,,.

## Parcours politique
Elle commence à s’engager en politique en 2005 après le référendum français sur la Constitution de l'Union européenne, estimant que le vote des Français avait été volé (le « Non » l'avait emporté à plus de 55 %).
Elle rejoint La France insoumise dès la fondation du mouvement en 2016.
Désignée candidate pour les élections législatives de 2017, elle se présente dans la quatrième circonscription des Côtes d'Armor. En troisième position à l'issue du premier tour avec 11.03% des voix exprimées, elle se retire de la compétition. Désignée de nouveau par La France Insoumise pour les élections législatives de 2022, elle devient la candidate de la NUPES après la signature des accords. Elle bat au second tour le député sortant Yannick Kerlogot. 
Elle prend publiquement parti en faveur d'un projet d'accueil de réfugiés politiques sur le site d'un ancien collège de sa circonscription, qui sera finalement abandonné en janvier 2023,,.
De nouveau candidate lors des élections législatives anticipées de 2024, elle est reconduite comme candidate  de l'union des gauches sous la bannière du Nouveau Front Populaire. En ballotage défavorable à l'issue du premier tour face au candidat du Rassemblement National Noël Lude, elle est réélue députée le 9 juillet grâce au retrait du candidat de la coalition Ensemble, Cyril Jobic. 
| Synthèse des résultats électoraux | Synthèse des résultats électoraux | Synthèse des résultats électoraux | Synthèse des résultats électoraux | Synthèse des résultats électoraux | Synthèse des résultats électoraux | Synthèse des résultats électoraux | Synthèse des résultats électoraux | Synthèse des résultats électoraux | Synthèse des résultats électoraux |
| Année                             | Parti                             | Circonscription                   | 1er tour                          | 1er tour                          | 1er tour                          | 2d tour                           | 2d tour                           | 2d tour                           | Issue                             |
| --------------------------------- | --------------------------------- | --------------------------------- | --------------------------------- | --------------------------------- | --------------------------------- | --------------------------------- | --------------------------------- | --------------------------------- | --------------------------------- |
| Année                             | Parti                             | Circonscription                   | Voix                              | %                                 | Rang                              | Voix                              | %                                 | Rang                              | Issue                             |
| 2017                              | LFI                               | 4e des Côtes d'Armor              | 4 925                             | 11.03                             | 3e                                |                                   |                                   |                                   | Battue                            |
| 2022                              | LFI - NUPES                       | 4e des Côtes d'Armor              | 11 852                            | 27.21                             | 1er                               | 21 700                            | 53.39                             | 1er                               | Elue                              |
| 2024                              | LFI - NFP                         | 4e des Côtes d'Armor              | 17 826                            | 34.30                             | 2e                                | 28 234                            | 54.75                             | 1er                               | Elue                              |

## Mandats
- Depuis le 22 juin 2022 : députée de la quatrième circonscription des Côtes-d'Armor.